# Аксельссон, Изабель
Изабель Аксельссон (швед. Isabelle Axelsson; род. 2000/2001) — шведская климатическая активистка из Стокгольма (Швеция).

## Деятельность
С декабря 2018 года Аксельссон была активистом и организатором акции в Швеции «Пятница ради будущего». В конце января 2020 года она посетила Всемирный экономический форум в Давосе вместе с другими климатическими активистами такими, как Грета Тунберг, Луиза Нойбауэр, Лукина Тилле и Ванесса Накате.
Она была соавтором книги Gemeinsam für die Zukunft — Friday For Future und Scientists For Future: Vom Stockholmer Schulstreik zur weltweiten Klimabewegung. В книге она рассказала подробности акции «Пятница ради будущего», чтобы дать читателю возможность взглянуть на кого-то из участников этой акции.
14 февраля 2020 года вместе с Гретой Тунберг провела очередную климатическую забастовку «Пятница ради будущего», во время которой появились гангста-рэперы. После волны критики, Изабель заявила: «Мы в одном строю с людьми, у которых есть выход к широкой аудитории и которым есть что сказать. Приятно видеть, как всё продвигается. У нас было десять тысяч человек на подобных акциях, но в феврале погода немного хуже».
С начала пандемии COVID-19 она организовывает протесты в инстаграме, а также участвует в видеоконференциях на платформе Zoom. В апреля 2020 года журналу VOGUE рассказала: «Я знаю, что многие люди, в том числе и я, относятся к цифровым пикетам так же, как и к тем, которые проводятся в реальном мире».
Аксельссон страдает аутизмом.